# 狩人の悪夢
『狩人の悪夢』（かりうどのあくむ）は有栖川有栖が2017年に発表した推理小説。作家アリスシリーズの長編9作目である。

## 概要
本作は、悪夢をモチーフとした作品である。有栖川は、何度か一緒に仕事をしている某氏から「僕は悪夢しか見ないんですよ。ナイトメアばかりで、ドリームというものを知りません」との話を聞いたことが、本作の呼び水となっていると述べている。また、もう一つのきっかけとして、日本テレビのドラマ『臨床犯罪学者 火村英生の推理』の劇中に流れた「深い森で、火村が倒れた男にのしかかってナイフで何度も刺す」シーンを繰り返して観ているうちに、悪夢をモチーフとした長編を書いてみたくなったと述べている。
本作は京都府亀岡市郊外を舞台にしたクローズド・サークルものであるが、有栖川は、一本道が車では通れなくなったが人は出入りできたのでクローズド・サークルだと思って書いていなかったと述べている。
なお、本作は当初、犯人の側から探偵役の火村を描いた長編作品での倒叙ものに挑戦しようと意図したものだが、「この小説ではない」と翻意して、いつもの形式になったと述べている。
「週刊文春ミステリーベスト10」2017年4位、「このミステリーがすごい!」2018年6位、「本格ミステリ・ベスト10」2018年版2位、「ミステリが読みたい!」2018年4位。

## あらすじ
ミステリ作家の有栖川有栖（アリス）は、ホラーアクション小説『ナイトメア・ライジング』で人気を博す作家、白布施正都と対談したその席で、彼の家「夢守荘」へ招待される。その邸宅には、「眠ると必ず悪夢を見る」部屋があるのだという。招待を受けたアリスは、白布施の担当編集・江沢鳩子とともに6月9日、夢守荘がある亀岡を訪れる。
白布施の車で「夢守荘」に向かう途中、アリスと江沢は、昨夜落雷により折れた杉の木が道路をふさぎ、今朝倒木が撤去されるまで、「夢守荘」のある一本道の奥まったところにあるオーベルジュ「レヴリ」までの一帯が袋小路に閉じ込められていたことを聞かされる。さらに、「レヴリ」に立ち寄った際にオーナー・シェフの光石燎平・静世夫妻から、杉の木が倒れた時刻が、宿泊客でゲーム・クリエイターの弓削与一が倒木地点を通りかかった直後の10時半ごろだったことを聞かされる。
「夢守荘」に到着したアリスは、白布施のアシスタントを務めていて2年前に心筋梗塞で亡くなった渡瀬信也のことを聞かされる。会計や税務処理、家事に車の運転まで引き受けていただけでなく、眠るたびに悪夢を見てその内容が白布施に創作のアイディアになっていたという。そして、渡瀬が住んでいた「獏ハウス」に、彼の高校時代の友人だった沖田依子が部屋の整理に泊まりに来ているという。
その夜、「眠ると必ず悪夢を見る」部屋で一泊したアリスが、白布施・江沢と団らん中、「獏ハウス」で人がソファでぐったり座ったまま動かないでいるのが窓の外から見えると、近隣に住むイラストレーターの矢作萌が報せに来る。「獏ハウス」に入った4人は、そこで首を矢で真横に貫かれ、右手首を切断された沖田の死体を発見する。
通報により到着した亀岡署の後から、アリスに馴染みのある京都府警の柳井警部と南波警部補が、さらにアリスの知らせにより臨床犯罪学者・火村英生が駆けつける。柳井警部に現場を見せてもらうと、壁に明らかに男のものと思われる血の手形が残されていた。沖田の死亡推定時刻は8日午後9時半から9日午前1時半と判明。捜査により沖田の元同棲相手の大泉鉄斎が有力容疑者として浮上し、しかも大泉がタクシーで8日午後9時過ぎに倒木地点の少し手前で降りたことも判明し、すぐに事件は解決するものと思われた。
しかし、近所の空き家の床下収納庫で左手首が切断された大泉の絞殺死体が発見される。

## 登場人物
火村英生（ひむら ひでお）
英都大学社会学部犯罪社会学専攻の准教授。臨床犯罪学者。
有栖川有栖（ありすがわ ありす）
推理作家。通称「アリス」。火村の学生時代からの友人。
白布施正都（しらふせ まさと）
ホラー作家で人気シリーズ『ナイトメア・ライジング』の作者。京都府亀岡市郊外の「夢守荘」の主人。
片桐光雄（かたぎり みつお）
珀友社編集部に所属している、アリスの担当編集者。
江沢鳩子（えざわ はとこ）
珀友社編集部に所属している、白布施の担当編集者。27、8歳。
光石燎平（みついし りょうへい）
オーベルジュ「レヴリ」のオーナー・シェフ。
光石静世（みついし しずよ）
光石の妻。
光石由未（みついし ゆみ）
光石の姪。25歳。
弓削与一（ゆげ よいち）
「レヴリ」の宿泊客。ゲーム・クリエイター。30歳。
矢作萌（やはぎ もえ）
イラストレーター。「夢守荘」の近隣の住人。
渡瀬信也（わたせ しんや）
白布施の元アシスタント。故人。当時29歳。
沖田依子（おきた よりこ）
渡瀬の高校時代の友人。31歳。
大泉鉄斎（おおいずみ てっさい）
大阪市内の町工場勤務。沖田の元同棲相手。
柳井（やない）
京都府警の警部。
南波（なんば）
柳井の片腕の警部補。

## 書誌情報
- 2017年1月、『狩人の悪夢』KADOKAWA、ISBN 978-4-04-103885-7
- 2019年6月、『狩人の悪夢』角川文庫、ISBN 978-4-04-107855-6